# Proatimia
Proatimia is een kevergeslacht uit de familie van de boktorren (Cerambycidae). De wetenschappelijke naam van het geslacht werd voor het eerst geldig gepubliceerd in 1951 door Gressitt.

## Soorten
Proatimia is monotypisch en omvat slechts de volgende soort:
- Proatimia pinivora Gressitt, 1951